# Conophyton Pond
Der Conophyton Pond ist ein kleiner See an der Scott-Küste des ostantarktischen Viktorialands. Er liegt am nördlichen Ausläufer der Brown-Halbinsel.
S. J. de Mora von der University of Auckland benannte ihn 1987 nach einem an Conophyton-Stromatolithe erinnernden Bewuchs des Seeufers durch Cyanobakterien.